# رانکو استوییچ
رانکو استوییچ (صربی: Ranko Stojić؛ زادهٔ ۱۸ ژانویهٔ ۱۹۵۹) بازیکن فوتبال اهل صربستان بود.
از باشگاه‌هایی که در آن بازی کرده‌است می‌توان به باشگاه فوتبال دینامو زاگرب، باشگاه فوتبال رویال شارلوا، باشگاه فوتبال اندرلشت، باشگاه فوتبال رویال آنتورپ، و باشگاه فوتبال پارتیزان اشاره کرد.
وی همچنین در تیم ملی فوتبال یوگسلاوی بازی کرده‌است.